# Cao Kế Xung
Cao Kế Xung (giản thể: 高继冲; phồn thể: 高繼沖; bính âm: Gāo Jìchōng) (943–973) là vị quân chủ cuối cùng của nước Kinh Nam trong thời kỳ Ngũ Đại Thập Quốc của Trung Quốc. Ông cai trị từ năm 962 đến năm 963 cho đến khi đất nước của ông bị quân Bắc Tống tràn vào mà không gặp nhiều sự kháng cự.

## Lên ngôi
Cao Kế Xung là con của quân chủ thứ ba nước Kinh Nam, Cao Bảo Dung. Năm 962, chú của Cao Kế Xung khi này là Cao Bảo Húc qua đời và nhường ngôi lại cho cháu trai mình. Khi đó, Cao Kế Xung được 19 tuổi. Tương tự các vị quân chủ trước đó, ông được triều đình Bắc Tống bổ nhiệm làm Tiết độ sứ vùng Kinh Nam. Đây chỉ là một hành động mang tính nghi lễ vì nước Kinh Nam trên thực tế vẫn là một vương quốc độc lập.

## Nước Kinh Nam sụp đổ
Cuối năm 962, Vũ Bình tiết độ xứ là Chu Hành Phùng qua đời, để lại quyền lực cho con trai là Chu Bảo Quyền, lúc này mới chỉ 11 tuổi. Vùng đất quanh tỉnh Hồ Nam ngày nay xảy ra nội loạn do tướng Trương Văn Biểu nổi dậy chống lại chính quyền mới tại Vũ Bình quân. Chu Bảo Quyền phải cầu viện sự hỗ trợ của chính quyền Bắc Tống. của tỉnh Hành, một vị tướng dưới quyền của Bảo Tuyền đã nổi loạn chống lại Bảo Tuyền và do đó đã thu hút sự chú ý của chính quyền trung ương. Tống Thái Tổ Triệu Khuông Dẫn phái quân đi để đàn áp cuộc nổi dậy, mượn đường đi qua đất Kinh Nam. Khi quân Tống tiến vào Kinh Nam, họ dễ dàng chiếm được kinh đô Giang Lăng của Kinh Nam. Quân Tống không gặp nhiều sự kháng cự vì Kế Xung đã ra lệnh cho quân của mình đầu hàng ngay lập tức do biết rằng mình không thể giữ đất nước lâu hơn nữa trong tình hình khốn khổ như vậy.

## Qua đời
Sau khi nước Kinh Nam mất, nhà Tống một lần nữa bổ nhiệm Cao Kế Xung làm thái thú Kinh Nam. Không lâu sau, Cao Kế Xung dẫn gia tộc mình trở về triều đình và được phong làm Vũ Ninh tiết độ xứ (thuộc khu vực Giang Tô và An Huy ngày nay).

Năm Khai Bảo thứ sáu (973), Cao Kế Xung qua đời khi đang giữ chức Vũ Ninh Tiết độ sứ. Cao Kế Xung đóng quân ở Bành Môn (nay là Từ Châu, Giang Tô) và giao phó công việc triều chính cho cấp dưới. Tuy nhiên, ông cai trị bằng đức hạnh nên được dân chúng yêu quý và mong muốn được chôn cất ông tại đây, nhưng đã bị Tống Thái Tổ từ chối.